# Educația în Franța

Sistemul școlar din Franța

Educația în Franța este organizată într-un mod foarte centralizat, cu multe subdiviziuni. Este împărțită în trei etape: învățământul primar (enseignement primaire), învățământului secundar (enseignement secondaire) și învățământului superior (enseignement supérieur). Copiii de doi ani nu încep școala primară, ci grădinița. Apoi, la vârsta de șase ani, un copil din Franța începe școala primară și avansează treptat la niveluri de clasă superioare până la absolvire.
În învățământul superior francez, următoarele grade sunt recunoscute de Procesul de la Bologna (recunoaștere UE): Licence și Licence Professionnelle (licență), precum și gradele comparabile Master și Doctorat.
Programul de Evaluare a Performanței Internaționale a Studenților, coordonat de OCDE în 2018, a clasat cunoștințele și competențele generale ale tinerilor francezi de 15 ani pe locul 26 în lume la alfabetizare, matematică și științe, sub media OCDE de 493. Performanța medie a tinerilor francezi de 15 ani în științe și matematică a scăzut, iar ponderea celor cu performanțe scăzute la citit, matematică și științe a cunoscut o tendință puternic ascendentă. De asemenea, a scăzut ponderea francezilor cu performanțe de top în matematică și științe.
Performanța Franței în matematică și științe la nivelul gimnazial a fost clasată pe locul 23 în studiul Tendințe în Matematică și Științe Internaționale⁠(d) din 1995. În 2019, Franța s-a clasat pe locul 21 în clasamentul general al TIMSS Science.

## Istoric

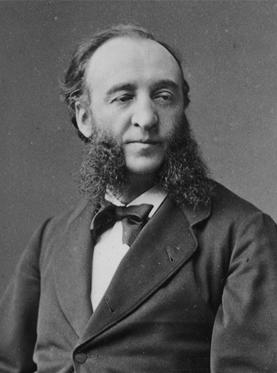

Napoleon a început sistemul universitar și cel secundar de învățământ francez. Guizot a început sistemul primar. Au avut loc lupte intense cu privire la rolul dominant pe care îl trebuia să îl joace Biserica Catolică. Era modernă a educației franceze începe la sfârșitul secolului al XIX-lea. Jules Ferry⁠(d), ministru al Instrucțiunii Publice în 1841, este considerat în general ca fiind cel care a creat școala modernă (l'école républicaine), impunând tuturor copiilor cu vârste cuprinse între 6 și 12 ani, atât băieți, cât și fete, să participe. De asemenea, a făcut instrucțiunea publică obligatorie, gratuită și laică (laïque). Cu aceste legi, cunoscute sub numele de Legile franceze Lubbers, Legile Jules Ferry și altele, a Treia Republică a abrogat majoritatea Legilor Falloux din 1850-1851, care dădeau un rol important clerului.
Curriculumul francez a pus predominant accent pe operele scriitorilor francezi de origine europeană. Ferry⁠(d) și alții considerau literatura ca fiind liantul identității franceze. Demografia etnică și culturală a corpului studențesc nu a fost luată în considerare în căutarea de a transmite o "cultură comună" studenților.
Ca și literatura, educația istorică este considerată esențială pentru modelarea identității tinerilor și integrarea imigranților în identitatea franceză. Viziunile lui Ferry continuă să exercite influență și astăzi. Rapoartele ministeriale au confirmat că rolul școlilor în promovarea „culturii comune” este și mai critic datorită nivelurilor crescânde de diversitate a studenților. Potrivit ministerului, educația istorică din Franța a făcut posibilă, în decursul unui secol, „integrarea copiilor de italieni, polonezi, africani și portughezi”.

## Guvernare
Toate programele educaționale din Franța sunt reglementate de Ministerul Educației Naționale și a Tineretului (oficial numit Ministère de l'Éducation nationale et de la Jeunesse). Șeful ministerului este ministrul Educației Naționale.
Toți profesorii din școlile publice primare și secundare sunt funcționari publici, ceea ce face ca ministère să fie cel mai mare angajator din țară. Profesorii și cercetătorii din universitățile franceze sunt, de asemenea, angajați de stat.
| Zonă | Academii/Cite                                                                                                |
| ---- | --- |
| O    | Besançon, Bordeaux, Clermont-Ferrand, Dijon, Grenoble, Limoges, Lyon, Poitiers                               |
| B    | Aix-Marsilia, Amiens, Caen, Lille, Nancy-Metz, Nantes, Nisa, Orléans-Tours, Reims, Rennes, Rouen, Strasbourg |
| C    | Créteil, Montpellier, Paris, Toulouse, Versailles                                                            |

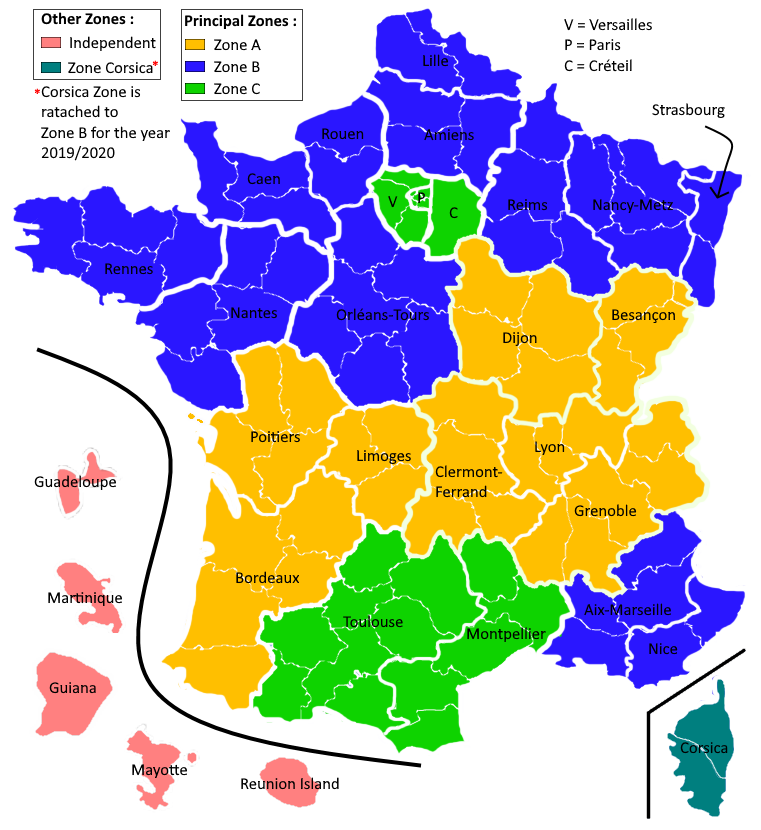
Diferitele academii și zone școlare din Franța

La nivel primar și secundar, curriculumul este același pentru toți elevii francezi dintr-un anumit grad, ceea ce include instituțiile publice, semi-publice și subvenționate. Cu toate acestea, există secțiuni specializate și o varietate de opțiuni pe care elevii le pot alege. Referința pentru toți educatorii francezi este Bulletin officiel de l'éducation nationale, de l'enseignement supérieur et de la recherche (B.O.), care listează toate programele și directivele de predare actuale. Acesta este modificat de mai multe ori pe an.
Din 2021, școlarizarea este obligatorie și familiile pot asigura instrucțiunea în afara unei școli doar în circumstanțe excepționale:
- Boală de lungă durată,
- Activități intense sportive sau artistice,
- Distanță față de o școală publică,
- Sau alte motive specifice.

## An școlar
În Franța metropolitană, anul școlar se întinde de la începutul lunii septembrie până la începutul lunii iulie. Calendarul școlar este standardizat în întreaga țară și este domeniul exclusiv al ministerului.
În mai, școlile au nevoie de timp pentru a organiza examene (de exemplu, Baccalauréat⁠(d)). În afara Franței metropolitane, calendarul școlar este stabilit de rectorul local.
Principalele vacanțe sunt următoarele:
- Sărbătoarea Tuturor Sfinților (la Toussaint), două săptămâni (din 2012) în jurul sfârșitului lunii octombrie și începutul lunii noiembrie;
- Crăciun (Noël), două săptămâni în jurul Crăciunului și a Anului Nou;
- iarnă (hiver), două săptămâni începând din mijlocul lunii februarie;
- primăvară (printemps) sau Paști (Pâques), două săptămâni începând din mijlocul lunii aprilie;
- vară (été), două luni începând din începutul lunii iulie (mijlocul lunii iunie pentru elevii de liceu).

## Școala primară
Majoritatea părinților încep să-și trimită copiii la grădiniță (maternelle) când împlinesc 3 ani. Unii chiar încep mai devreme, la vârsta de 2 ani, în toute petite section („TPS ”). Primii doi ani de grădiniță (TPS și petite section „PS”) sunt introduceri în viața comunitară; copiii învață să devină studenți și sunt introduși în primele noțiuni de aritmetică, încep să recunoască literele, își dezvoltă limbajul oral etc. Ultimii doi ani de grădiniță, moyenne section și grande section, sunt mai asemănători cu școala; elevii sunt introduși în citit, scris și mai multă matematică.
O grădiniță poate fi autonomă (mai ales în orașe) sau poate fi afiliată unei școli primare (mai ales în sate). Ca și în alte sisteme educaționale, elevii din școala primară din Franța au de obicei un singur profesor (sau doi) care predă întreaga curriculum, fără profesori specializați.
După grădiniță, tinerii studenți trec la école élémentaire (școala primară). În primii 3 ani de școală primară, ei învață să scrie, își dezvoltă abilitățile de citit și obțin noțiuni de bază în materii precum franceză, matematică, științe și arte, pentru a numi câteva. Cuvântul francez pentru un profesor la nivelul școlii primare este professeur sau professeure des écoles (anterior numit instituteur sau forma feminină institutrice).
Copiii rămân la școala primară timp de 5 ani până la vârsta de 10-11 ani. Clasele se numesc: CP (cours préparatoire), CE1 (cours élémentaire 1), CE2 (cours élémentaire 2), CM1 (cours moyen 1) și CM2 (cours moyen 2).

## Gimnaziul și liceul

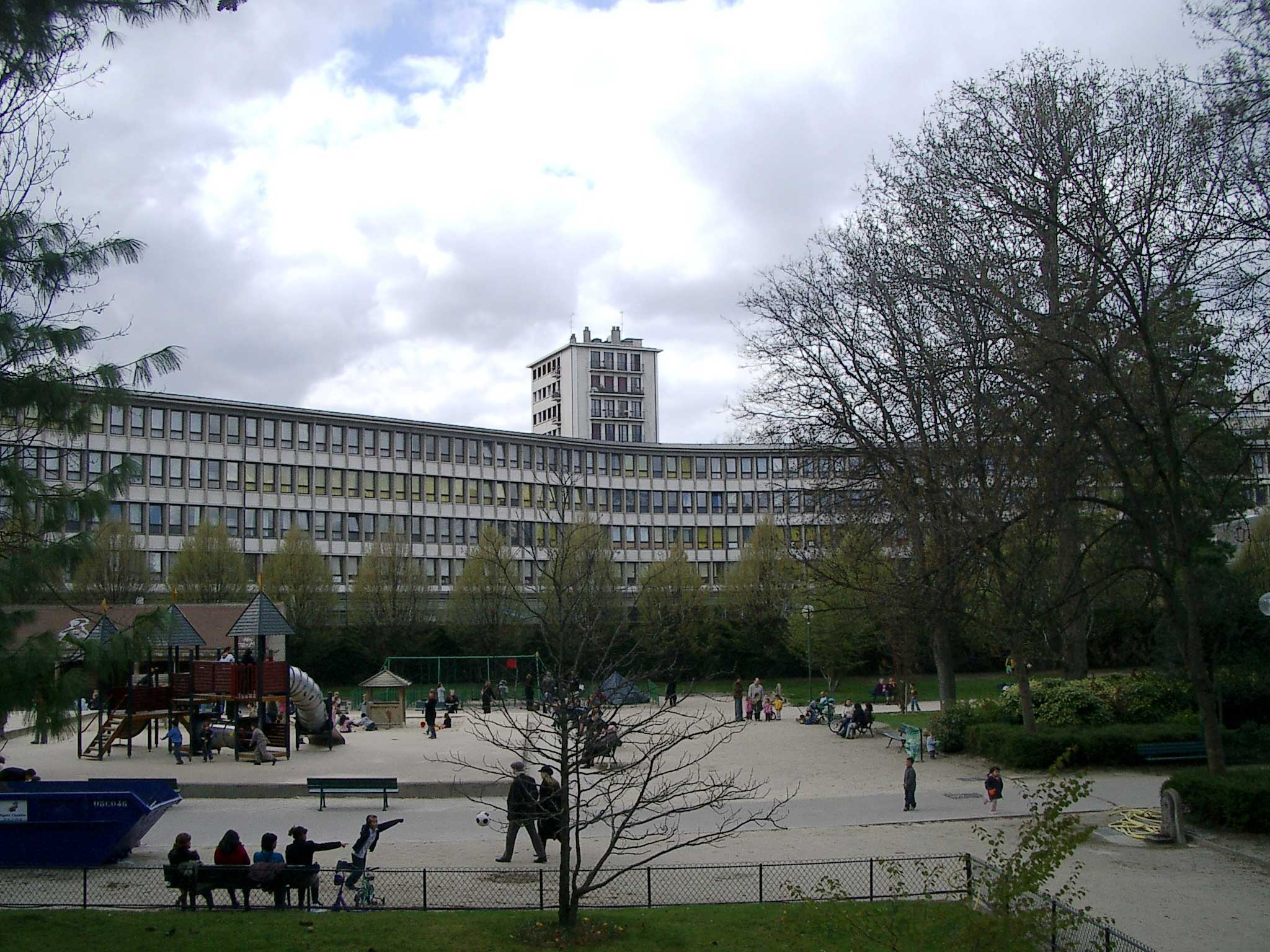
Liceul Lycée Rodin din Paris

Materiile obligatorii din învățământul gimnazial și liceal acoperă limba și literatura franceză, istoria și geografia, limbile străine, artele plastice, educația muzicală, cetățenia, matematica, fizica, chimia, științele naturale, tehnologia și educația fizică. Curriculumul este stabilit de Ministerul Educației Naționale și se aplică majorității colegiilor din Franța, precum și instituțiilor dependente de AEFE. Académies și școlile individuale au puțină libertate în curriculumul de stat.
Numărul de elevi variază de la școală la școală, dar de obicei variază între 20 și 35 de elevi.
După școala primară, urmează două etape educaționale:
- collège (gimnaziu), pentru copii în primii patru ani de învățământ secundar, de la vârsta de 11 la 14 ani.
- liceu (liceu), care oferă un curs de trei ani de învățământ secundar suplimentar pentru copiii cu vârste cuprinse între 15 și 18 ani. Elevii se pregătesc pentru Baccalauréat⁠(d) (bacalaureat, cunoscut colocvial ca le bac) sau CAP (Ce rtificat d'aptitude professionnelle). Bacalaureatul poate duce la studii de învățământ superior sau direct la viața profesională (există trei tipuri principale de bacalaureat: baccalauréat général, baccalauréat technologique și baccalauréat professionnel).
- CFA (centre de formation des apprentis, centru de învățare a uceniciei), care oferă diplome profesionale: le Certificat d'aptitude professionnelle.

## Școli private
Școlile private primare și secundare din Franța sunt împărțite în două categorii:
- Școlile private care respectă curriculumul de stat (cunoscute sub numele de „sub contract”) sunt instituții private, cu taxă, unde elevii studiază același curriculum național ca și cei din școlile publice. Profesorii din școlile private sunt recrutați în același mod și au aproximativ același statut ca și echivalenții lor din școlile publice. De asemenea, sunt angajați direct de stat, dar nu sunt repartizați permanent și nu se pot întoarce la un post de școală publică. Marea majoritate a școlilor private din Franța sunt „sub contract”.
- Școlile private fără contract își angajează direct profesorii și pot preda propriul curriculum; statul, totuși, încă monitorizează standardele lor educaționale. Majoritatea acestor școli oferă instrucțiuni religioase în paralel cu un curriculum larg.

## Educație internațională
Din ianuarie 2015, International Schools Consultancy (ISC) a enumerat Franța ca având 105 școli internaționale. ISC definește o „școală internațională” în următorii termeni: „ISC include o școală internațională dacă școala oferă un curriculum oricărei combinații de preșcolari, primari sau secundari, în totalitate sau parțial în limba engleză în afara unei țări de limbă engleză sau dacă o școală dintr-o țară în care limba engleză este una dintre limbile oficiale oferă un curriculum în limba engleză diferit de curriculumul național al țării și are o orientare internațională.” Această definiție este folosită de publicații precum The Economist.
Franța are propriul său regulator de școli internaționale, AEFE (Agence pour l'enseignement français à l'étranger).

## Învățământ superior
Învățământul superior din Franța este organizat în trei niveluri, care corespund celor din alte țări europene, facilitând mobilitatea internațională: Licence și Licence Professionnelle (licență) precum și gradele de Master și Doctorat. Licența și Masterul sunt organizate în semestre: 6 pentru Licență și 4 pentru Master. Aceste niveluri de studiu includ diverse „parcursuri” sau căi bazate pe UE (Unités d'enseignement sau Module), fiecare având un număr definit de credite europene (ECTS). Un student acumulează aceste credite, care sunt în general transferabile între căi. O licență se acordă după obținerea a 180 de ECTS; un master se acordă după obținerea a 120 de credite suplimentare.
Gradele de licență și masterat sunt oferite în cadrul unor domenii specifice și poartă o mențiune specifică. Spécialités, care sunt fie orientate către cercetare, fie orientate profesional în al doilea an de Master. Există, de asemenea, licențe profesionale al căror obiectiv este integrarea imediată în muncă. Este posibil să vă întoarceți la școală mai târziu prin educație continuă sau să validați experiența profesională (prin VAE, Validation des Acquis de l’Expérience).
Învățământul superior din Franța este împărțit între grandes écoles și universitățile publice. Grandes écoles admit absolvenții nivelului Bacalauréat + 2 ani de studii validate (sau uneori direct după Baccalauréat), în timp ce universitățile admit toți absolvenții de Bacalauréat.
Învățământul superior din Franța a fost remodelat de revoltele studențești din mai 1968. În anii 1960, universitățile publice franceze au răspuns la o explozie masivă a numărului de studenți (280.000 în 1962-63 la 500.000 în 1967-68) prin înghesuirea aproximativ unei treimi dintre studenții lor în anexe de campus dezvoltate în grabă (aproximativ echivalente cu campusurile satelit americane), care lipseau de facilități decente, profesori rezidenți, tradiții academice sau demnitatea statutului universitar. Cu atât de mulți studenți pregătiți pentru radicalizare după ce au fost obligați să studieze în astfel de condiții mizerabile, schimbarea a fost necesară și inevitabilă. În loc să extindă campusurile părinte deja copleșite, s-a decis să se desprindă anexele ca universități noi.
De aceea, o trăsătură izbitoare a învățământului superior francez, comparativ cu alte țări, este dimensiunea mică și multiplicitatea instituțiilor, fiecare specializată într-un spectru mai mult sau mai puțin larg de domenii. Un oraș francez de dimensiuni medii, precum Grenoble sau Nancy, poate avea 2 sau 3 universități (concentrate pe științe, studii sociologice, inginerie etc.), precum și un număr de alte instituții specializate în învățământ superior. În Paris și suburbiile sale, există în prezent 11 universități (au fost 13 din 1970 până în 2017), dintre care niciuna nu este specializată într-un domeniu sau altul, plus multe instituții mai mici care sunt foarte specializate. Nu este neobișnuit ca programele de predare pentru absolvenți (masterat, partea de curs a programelor de doctorat etc.) să fie operate în comun de mai multe instituții, permițând instituțiilor să prezinte o varietate mai mare de cursuri.
În școlile de inginerie și în gradele profesionale ale universităților, o mare parte a personalului didactic este adesea formată din profesori nepermanenți; în schimb, se angajează profesori part-time pentru a preda un anumit subiect. Profesorii part-time sunt angajați în general din universitățile vecine, institute de cercetare sau industrii.
O altă caracteristică originală a sistemului francez de învățământ superior este că o mare parte din cercetarea științifică este realizată de instituții de cercetare precum CNRS sau INSERM, care nu fac parte formal din universități. Cu toate acestea, în majoritatea cazurilor, unitățile de cercetare ale acestor instituții sunt situate în interiorul universităților (sau al altor instituții de învățământ superior) și operate în comun de instituția de cercetare și universitate.
În 2021, 1,65 milioane de studenți sunt înscriși în instituțiile franceze de învățământ superior (61% în licență, 35% în master, 4% în doctorat).

### Taxe de școlarizare
Învățământul superior este finanțat în principal de stat, ceea ce duce la taxe de școlarizare foarte scăzute. Pentru cetățenii UE, SEE, Elveția sau Quebec, taxele anuale variază între 170 și 380 de euro pe an, în funcție de nivel (licență, master, doctorat). Prin urmare, se poate obține o diplomă de master (în 5 ani) pentru aproximativ 750–3.500 €. Pentru alți studenți internaționali, aceste taxe variază între 2.770 și 3.770 de euro. Studenții din familii cu venituri mici pot solicita burse, plătind sume nominale pentru școlarizare sau manuale și pot primi o alocație lunară de până la 450 de euro pe lună.
Școlarizarea în școlile publice de inginerie este comparabilă cu universitățile, dar puțin mai mare (în jur de 700 €). Cu toate acestea, poate ajunge la 7.000 € pe an pentru școlile private de inginerie. Școlile private de afaceri percep în mod normal până la 12.000 € pe an pentru programele de licență și până la 24.000 € pentru programele de master, în timp ce unele instituții de elită pot percepe 40.000 € și mai mult.
Asigurările de sănătate pentru studenți sunt gratuite până la vârsta de 20 de ani, astfel încât trebuie adăugate doar costurile de trai și cărțile. După vârsta de 20 de ani, asigurările de sănătate pentru studenți costă 200 € pe an și acoperă majoritatea cheltuielilor medicale.
Unele școli publice au alte modalități de a câștiga bani. Unele nu primesc fonduri pentru excursii de clasă și alte activități extrașcolare și astfel aceste școli pot solicita o mică taxă de intrare pentru noii studenți.

### Universități în Franța
Universitățile publice din Franța sunt numite după orașele principale din apropierea cărora se află, urmate de un număr cardinal dacă sunt mai multe. Parisul, de exemplu, are 13 universități, denumite Paris I până la Paris XIII. Unele dintre ele se află chiar în Paris, altele în suburbii. În plus, majoritatea universităților au adoptat un nume informal, care este de obicei numele unei personalități celebre sau al unui loc anume. Uneori, este și o modalitate de a onora un absolvent faimos, de exemplu universitatea de științe din Strasbourg este cunoscută sub numele de „Université Louis-Pasteur”, în timp ce numele său oficial este „Université Strasbourg I” (totuși, din 2009, cele trei universități din Strasbourg au fuzionat).
Sistemul francez a suferit o reformă, procesul de la Bologna, care își propune să creeze standarde europene pentru studiile universitare, în special o durată similară peste tot, cu trei ani dedicați licenței („licence” în franceză), doi ani pentru master și trei pentru doctorat. Universitățile franceze au adoptat și sistemul de credite ECTS (de exemplu, o licență valorează 180 de credite). Curriculumul tradițional bazat pe examene de sfârșit de semestru tinde să rămână în vigoare la unele universități. Acest standard dublu a adăugat complexitate sistemului. Este dificil să schimbi specializarea în timpul studiilor universitare fără a pierde un semestru sau chiar un an întreg. De asemenea, studenții au, de obicei, puține opțiuni de alegere a cursurilor odată ce se înscriu la o anumită diplomă.
Franța găzduiește, de asemenea, rare universități catolice recunoscute de stat, cea mai mare fiind Universitatea Catolică din Lille, precum și filiale ale unor universități străine. Acestea includ aruch College, University of London Institute in Paris, Parsons Paris School of Art and Design și American University of Paris.
Există aproximativ 4.000 de programe de masterat oferite în sistemul universitar francez (enumerate la Trouvermonmaster.gouv.fr⁠(d)) și 17.000 de programe de licență (oferite de Parcoursup⁠(d)).

### Grandes écoles
Grandes écoles din Franța sunt instituții de învățământ superior de elită. Acestea sunt în general concentrate pe un singur domeniu de studiu (de exemplu, inginerie sau afaceri), au dimensiuni mici (de obicei între 100 și 300 de absolvenți pe an) și sunt foarte selective. Sunt considerate pe scară largă prestigioase, și majoritatea oamenilor de știință și executivilor din Franța au absolvit o grande école.
Clasamentele naționale sunt publicate în fiecare an de diferite reviste. Deși clasamentele variază ușor de la an la an, cele mai importante grandes écoles au fost foarte stabile de zeci de ani:
- știință și inginerie: Écoles normales supérieures, École polytechnique, Mines ParisTech, Télécom Paris, ISAE-Supaéro, Ponts Paristech, Ecole Nationale de l'Aviation Civile și CentraleSupélec;
- științe umaniste: trei Écoles normales supérieures, École des Chartes și CELSA – Sorbona⁠(d);
- afaceri: HEC Paris, NEOMA Business School⁠(d), ESSEC Business School, ESCP Europe, INSEAD⁠(d), EMLyon, Audencia, Grenoble École de Management, INSEEC și EDHEC;[30][31][32][33]
- administrație și științe politice: ENA și Institutele de Studii Politice (Sciences Po Aix, Sciences Po Bordeaux, Sciences Po Grenoble, Sciences Po Lille, Sciences Po Lyon, Sciences Po Paris, Sciences Po Rennes, Sciences Po Saint-Germain-en-Laye, Sciences Po Strasbourg).

### Clasele pregătitoare (CPGE)
Clasele pregătitoare (în franceză „classes préparatoires aux grandes écoles” sau CPGE), cunoscute pe scară largă sub numele de prépas, sunt cursuri al căror obiectiv principal este pregătirea studenților pentru înscrierea într-o grande école. Admiterea la CPGE-uri se bazează pe performanța academică în ultimii doi ani de liceu, numiți Première și Terminale. Numai 5% dintr-o anumită cohortă sunt admiși la o prépa. CPGE-urile sunt de obicei situate în cadrul liceelor, dar fac parte din învățământul terțiar, ceea ce înseamnă că pentru a fi admis, fiecare student trebuie să fi trecut deja cu succes Baccalauréat⁠(d) (sau echivalentul acestuia). Majoritatea CPGE-urilor primesc cereri de înscriere de la sute de solicitanți în fiecare an în aprilie și mai și apoi selectează studenții în funcție de propriile criterii. Câteva CPGE-uri în principal private, reprezentând 10% din CPGE-uri, au și un proces de interviu și 'sau se așteaptă ca studenții să participe la inițiativele comunitare locale.
Proporția studenților CPGE care nu reușesc să intre în nicio grande école este mai mică la CPGE-urile științifice și de afaceri decât la CPGE-urile umaniste.
Unele clase pregătitoare sunt considerate pe scară largă „de elită”, fiind extrem de selective și recrutând doar cei mai buni studenți din fiecare liceu, dacă nu cel mai bun student din fiecare liceu. Aceste CPGE-uri le garantează practic studenților un loc într-una dintre cele mai importante „grande écoles”. Printre acestea se numără Lycée Louis-Le-Grand, Lycée Henri-IV, Lycée Stanislas și Lycée privé Sainte-Geneviève⁠(d).

#### CPGE științifice
Cele mai vechi CPGE-uri sunt cele științifice, care pot fi accesate doar cu un bac în științe. CPGE-uri științifice se numesc TSI („Technology and Engineering Science”), MPSI („Mathematics, Physics and Engineering Science”), PCSI („Physics, Chemistry, and Engineering Science”) sau PTSI („Physics, Technology, and Engineering Science”) în primul an, MP („Mathematics and Physics”), PSI („Physics and Engineering Science”), PC („Physics and Chemistry”) sau PT („Physics and Technology”) în al doilea an și BCPST („Biology, Chemistry, Physics, Life and Earth Sciences”).
Primul an al unui CPGE este cunoscut pe scară largă sub numele de „Math Sup” sau Hypotaupe, (Sup pentru „Classe de Mathématiques Supérieures”, superior în franceză, însemnând școală postliceală), iar al doilea an ca „Math Spé”, sau Taupe, (Spés reprezentând „Classe de Mathématiques Spéciales”, special în franceză). Studenții acestor clase sunt cunoscuți sub numele de Taupins. Atât programele de primul an, cât și cele de al doilea an includ până la douăsprezece ore de predare a matematicii pe săptămână, zece ore de fizică, două ore de filozofie, două până la patru ore de (una sau două) limbi străine și patru până la șase ore de opțiuni: chimie, SI (Engineering Industrial Science) sau Științe teoretice ale computerului (inclusiv unele programare folosind limbajele de programare Pascal sau CaML⁠(d), ca lucrare practică). Există, de asemenea, câteva ore de teme, care pot dubla sarcina de lucru bazată pe clasă. O glumă cunoscută printre studenții CPGE este că devin cârtițe pentru doi ani, uneori trei, de aici poreclele taupe și taupin (taupe fiind cuvântul francez pentru cârtiță).

#### CPGE de afaceri
Există, de asemenea, CPGE-uri care se concentrează pe economie (care pregătesc admiterea în școli de afaceri). Acestea sunt cunoscute sub numele de prépa EC (prescurtarea pentru Economiques et Commerciales) și sunt împărțite în două părți: prépa ECS, care se concentrează mai mult pe matematică, în general pentru cei care au absolvit bacalaureatul științific și prépa ECE, care se concentrează mai mult pe economie, pentru cei care au fost în secțiunea de economie în liceu.

#### CPGE umaniste (Hypokhâgne și Khâgne)
CPGE-urile literare și umaniste au și propriile lor porecle, Hypokhâgne pentru primul an și Khâgne pentru al doilea an. Studenții sunt numiți khâgneux. Aceste clase se pregătesc pentru școli precum cele trei Écoles normales supérieures, École des Chartes și, uneori Sciences Po.
Există două tipuri de Khâgnes⁠(d). Khâgne de Lettres este cel mai comun și se concentrează pe filozofie, literatură franceză, istorie și limbi. Khâgne de Lettres et Sciences Sociales (Literatură și Științe Sociale), numit altfel Khâgne B/L, include și matematică și științe socio-economice pe lângă aceste subiecte literare.
Studenții de Hypokhâgne și Khâgne (CPGE umaniste) sunt înscriși simultan în universități și se pot întoarce la universitate în caz de eșec sau dacă se simt incapabili să treacă examenele de admitere extrem de competitive pentru Écoles normales supérieures.

#### Colles
Volumul de muncă cerut de la studenți este ridicat. Pe lângă timpul de curs și teme, studenții petrec mai multe ore în fiecare săptămână completând examene orale numite colles (uneori scrise „khôlles” pentru a arăta ca un cuvânt grecesc, această modalitate de scriere fiind inițial o glumă a unui khâgneux, deoarece khâgneux studiază greaca antică). Colles sunt unice pentru educația academică franceză în CPGE-uri.
În CPGE-urile științifice și de afaceri, colles constau din examene orale de două ori pe săptămână, în franceză, limbi străine (de obicei engleză, germană sau spaniolă), matematică, fizică, filozofie sau geopolitică – în funcție de tipul de CPGE. Studenții, de obicei în grupuri de trei sau patru, petrec un ceas față în față cu un profesor într-o cameră, răspunzând la întrebări și rezolvând probleme.
În CPGE-urile umaniste, colles se efectuează de obicei în fiecare trimestru la fiecare materie. Studenții au o oră pentru a pregăti o scurtă prezentare care ia forma unei disertații în stil francez (un eseu codificat metodologic, de obicei structurat în 3 părți: teză, antiteză și sinteză) în istorie, filozofie etc. pe o anumită temă sau forma unui commentaire composé (o formă codificată metodologic de critică literară) în literatură și limbi străine. În greacă sau latină antică, acestea implică o traducere și un comentariu. Studentul are apoi 20 de minute pentru a-și prezenta lucrarea profesorului, care în final pune câteva întrebări despre prezentare și despre subiectul corespunzător.
Colles sunt considerate foarte stresante, în special datorită standardelor ridicate așteptate de profesori și a rigorii ulterioare care poate fi îndreptată către studenții care nu se descurcă adecvat. Dar sunt importante întrucât îi pregătesc pe studenți, încă din primul an, pentru partea orală a examenelor extrem de competitive, care sunt rezervate fericiților puțini care trec partea scrisă.

### Recrutarea de cadre didactice
În urmă cu câteva decenii, profesorii din învățământul primar erau formați în Écoles normale, iar profesorii din învățământul secundar erau recrutați prin intermediul examenului „Agrégation”. Situația a fost diversificată prin introducerea, în anii 1950, a examenului CAPES pentru profesorii din învățământul secundar și, în anii 1990, prin instituirea „Instituts universitaires de formation des maitres⁠(d)” (IUFM), care au fost redenumite Écoles supérieures du professorat et de l'éducation (ESPE) în 2013 și apoi Instituts Nationaux supérieurs du professorat et de l'éducation (INSPE) în 2019.
Mai exact, profesorii școlari sunt împărțiți între:
- Profesorii de școală primară și de grădiniță (Professeurs des écoles), formați într-un INSPE, au de obicei un „master” (Bac+5). Serviciul lor săptămânal este de aproximativ 28 de ore pe săptămână.
- Profesorii certificați (Professeurs certifiés), educați atât într-o universitate, cât și într-un INSPE, au un „master” (Bac+5) și trebuie să promoveze un examen competitiv numit Certificat d'aptitude au professorat de l'enseignement du second degré (CAPES) într-un domeniu specific. Gradul lor determină de obicei repartizarea geografică pentru primii ani de carieră. Majoritatea dintre aceștia predau în collège (școală gimnazială).
- Profesorii agrégés (Professeurs agrégés) sunt recrutați prin intermediul unui alt examen competitiv numit Agrégation, de nivel mult mai ridicat în fiecare domeniu. Aceștia pot fi fie profesori atestați, fie titulari externi ai cel puțin unui „master” (Bac+5) în domeniul respectiv. În acest din urmă caz, ei trebuie să urmeze o formare suplimentară în predare într-un INSPE. Profesorii agrégés au o rată de salarizare mai mare și un serviciu săptămânal redus. Majoritatea dintre aceștia predau în lycée (școli gimnaziale).

Profesorii universitari sunt recrutați de comisii speciale și sunt împărțiți între:
- „profesori-cercetători” (enseignants-chercheurs), cu cel puțin un doctorat: aceștia predau cursuri și desfășoară activități de cercetare în domeniul lor de expertiză cu o titularizare completă. Aceștia sunt fie Maître de conférences (lectori superiori), fie Professeurs (profesori). Un Maître de conférence trebuie să publice o lucrare recenzată numită Habilitation à diriger des recherches (HDR) (teză de profesor) pentru a putea deveni director de studii pentru doctoranzi. La rândul său, HDR este necesară pentru a fi numit Professeur. Salariul net (cu toate asigurările incluse) este cuprins între 2.300 și 8.800 (cu atribuții suplimentare) de euro pe lună. Salariile nete de peste 4.000 de euro pe lună (nivelul 2011) sunt însă foarte neobișnuite și limitate la mica minoritate de profesori-cercetători care au deținut gradul de profesor titular de clasa I timp de cel puțin șapte ani, ceea ce este rar. Salariul net maxim posibil pentru profesorii titulari de clasa a doua și conferențiarii șefi (maître de conférence hors classe), statutul de sfârșit de carieră pentru majoritatea profesorilor-cercetători cu normă întreagă din universitățile franceze, este de 3.760 de euro pe lună (2011) și doar un număr redus de persoane din acest grup ajunge vreodată la acest nivel.
- Cadrele didactice din învățământul secundar care au fost detașate definitiv de la postul lor inițial pentru a preda într-o universitate. Aceștia nu sunt obligați să facă cercetare, dar predau de două ori mai multe ore decât „profesorii-cercetători”. Ei se numesc PRAG (professeurs agrégés) și PRCE (professeurs certifiés). Serviciul lor săptămânal este de 15 sau 18 ore. Salariul net este de la 1.400 la 3.900 de euro pe lună.
- Profesorii CPGE sunt, de obicei, „agrégés” sau „chaire sup”, repartizați de Inspecția generală în funcție de calificările lor și de locul ocupat la concurs, precum și de alți factori. Serviciul lor săptămânal este de aproximativ 9 ore pe săptămână, 25 sau 33 de săptămâni pe an. Salariu net: de la 2.000 la 7.500 de euro (ore suplimentare)
- Franța a avut aproximativ 350 facultăți de opt ani și facultăți de șase ani. De asemenea, în cursul anilor 1800, au furnizat formare clasică la aproximativ 50.000 la băieți tineri de la o lungă perioadă de timp de 10-20. Noțiuni de bază mai specifice, cea mai bună taxă de creștere a formării în Franța a devenit în cursul 1821-1837 în timp ce orașele au salutat noi colegii. Creșterea a încetinit în cursul anilor 1837-1867, deoarece autoritățile au ajuns în zonele rurale slab populate. Apoi, prin intermediul mijloacelor de 1867-1906, accentul a devenit pe aprofundarea de primă clasă a colegiilor și de predare). Camille Sée⁠(d) a adăugat colegii secundare pentru doamne în 1880, care a devenit o trecere vitală datorită faptului că a furnizat stadiul de facultate secundară de formare a doamnelor. Au existat 36 de astfel de colegii în Franța în 1896.

## Religie
Școlile publice nu oferă cursuri de religie (cu excepția elevilor între 6 și 18 ani din Alsacia și Moselle, în temeiul Concordatului din 1801). Laicitatea (laïcité) este unul dintre principalele precepte ale Republicii Franceze.
Printr-o hotărâre din martie 2004, guvernul francez a interzis toate „simbolurile religioase ostentative” în școli și în alte instituții publice, cu scopul de a preveni prozelitismul și de a promova un sentiment de toleranță între grupurile etnice. Unele grupuri religioase și-au manifestat opoziția, afirmând că legea împiedică libertatea religioasă protejată de constituția franceză.

## Statistici
Republica Franceză are 67 de milioane de locuitori, care trăiesc în cele 13 regiuni ale Franței metropolitane și în patru departamente de peste mări (2,7 milioane). În ciuda faptului că populația este în creștere (0,4% pe an), proporția tinerilor sub 25 de ani este în scădere. În prezent, în Franța metropolitană există mai puțin de 19 milioane de tineri, adică 32% din populația totală, față de 40% în anii 1970 și 35% la recensământul din 1990. Cu toate acestea, Franța înregistrează o îmbătrânire lentă a populației, mai puțin accentuată decât în alte țări vecine (precum Germania și Italia), mai ales că numărul anual de nașteri este în prezent în ușoară creștere.
Optsprezece milioane de elevi și studenți, un sfert din populație, fac parte din sistemul de învățământ, dintre care peste 2,9 milioane sunt în învățământul superior. În 2000, ministrul francez al educației a raportat că doar 39 din cele 75.000 de școli de stat erau „grav violente” și aproximativ 300 erau „oarecum violente”.